# Obere Gneisdecke
Die Obere Gneisdecke, im Französischen Unité Supérieure des Gneiss, ist eine weit verbreitete tektonische Deckeneinheit im französischen Massif Central. Sie stellt die strukturell höhere der beiden Gneisdecken dar.

## Vorkommen
Neben ihrer weitläufigen Verbreitung im Limousin – südliches, zentrales und nordwestliches Limousin – kann die Obere Gneisdecke in vielen Abschnitten des Zentralmassivs angetroffen werden. Sie findet sich beispielsweise auf dem Plateau von Aigurande am Nordrand, an der Sioule, in der Artense, im Haut-Allier, in der Margeride (Marjevols-Klippe), in den Monts du Lyonnais, im Vivarais am Ostrand, bei Najac, in der Vibal- sowie in der Lévézou-Klippe im Rouergue im Südabschnitt.
Die Obere Gneisdecke erscheint aber nicht nur im Zentralmassiv, sondern auch im Südabschnitt des Armorikanischen Massivs. Hier auch als Oberes Allochthon bezeichnet wird sie im Champtoceaux-Komplex sowie weiter südwestwärts im Les-Essarts-Komplex in der Vendée angetroffen.

## Struktureller Aufbau

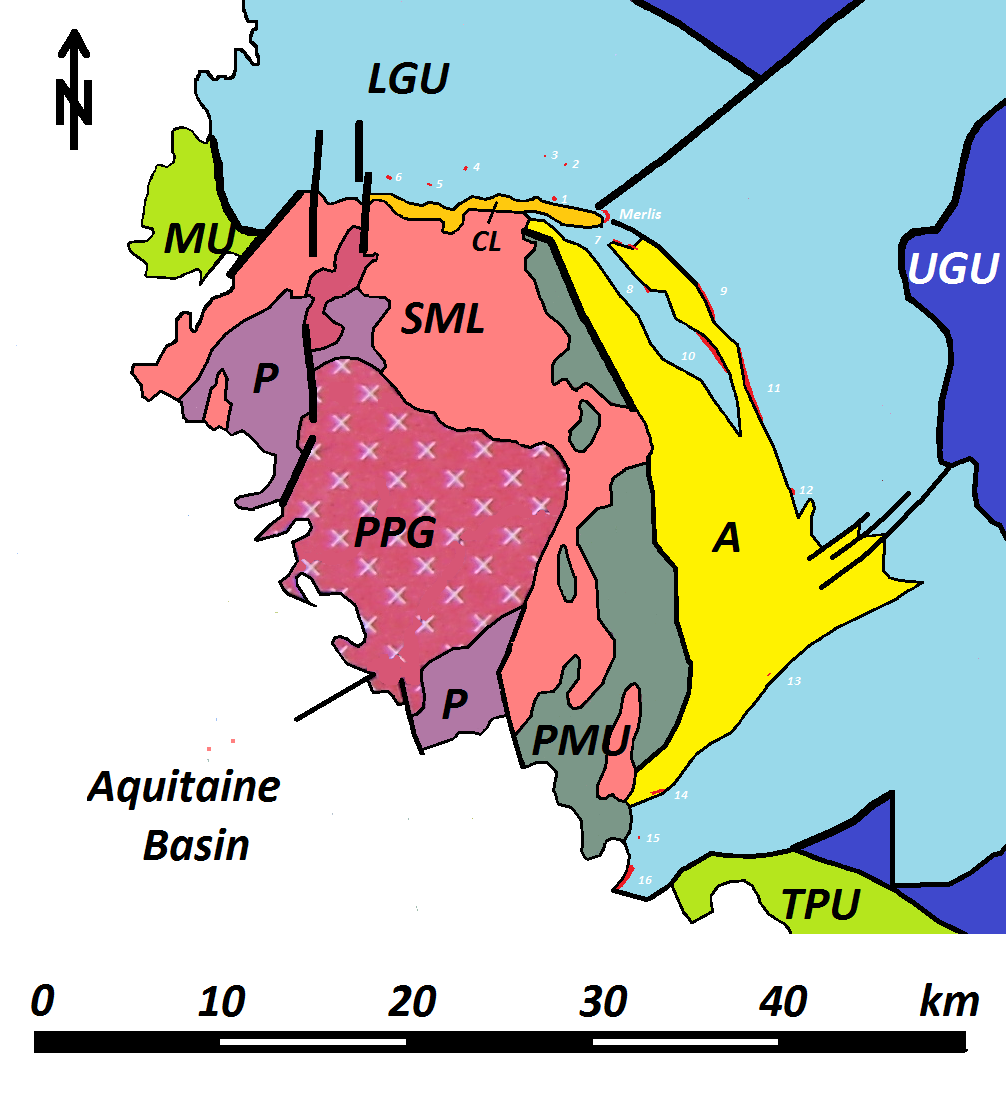
Geologische Übersichtskarte des Saint-Mathieu-Doms mit den ihn umgebenden Decken

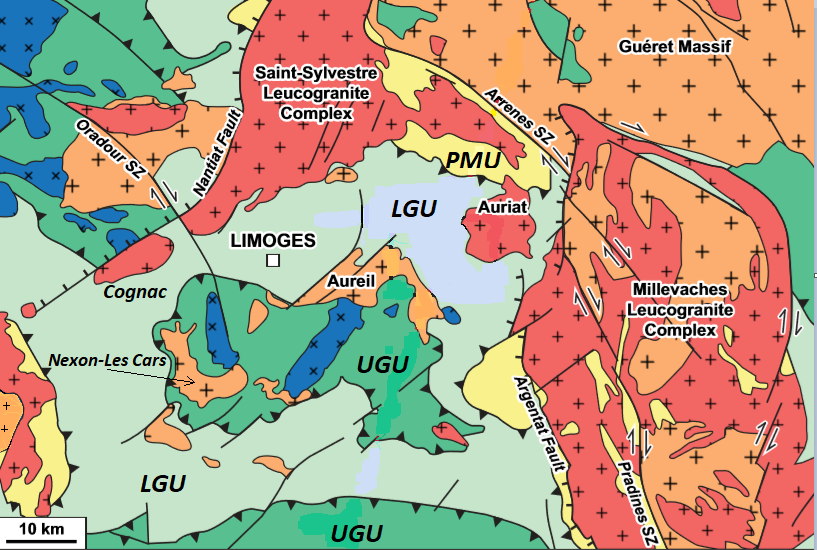
Geologische Karte des Limousins nach Lardeaux u. a. (2014)

Die allochthone Obere Gneisdecke, Englisch Upper Gneiss Unit oder abgekürzt UGU, gehört zur Ligero-arvernischen Zone des Zentralmassivs. Diese ist zur Moldanubischen Zone in Deutschland und Tschechien äquivalent (der z. b. Schwarzwald und Bayerischer Wald angehören) und stellt den hochmetamorphen Zentralteil des Variszikums dar. Kennzeichnend für diese zentrale Zone sind vier bzw. fünf Deckenneinheiten, die während der Variszischen Kontinentalkollision ab dem Oberdevon und während des Unterkarbons übereinandergestapelt wurden. Edel und Kollegen (2013) unterteilen jedoch die Moldanubische Zone in einen West- und einen Ostabschnitt, die durch die Bristol Channel-Bray-Störung (Bristol Channel Bray Fault oder abgekürzt BCBF) voneinander getrennt werden. Die Grenze zwischen den beiden Bereichen verläuft daher südlich der Vogesen und südlich des Schwarzwalds, die noch zum Ostabschnitt gerechnet werden. Morvan und Zentralmassiv bilden demnach den Westabschnitt.
Im Limousin kann folgender Deckenstapel beobachtet werden (von strukturell höher nach strukturell tiefer):
- Génis-Einheit
- Thiviers-Payzac-Einheit (TPU)
- Obere Gneisdecke (UGU)
- Untere Gneisdecke (LGU)
- Parautochthone Glimmerschiefereinheit (PMU)

Die Obere Gneisdecke ist auf der gegenüberliegenden geologischen Karte (in dunkelblau) mit UGU ausgewiesen.

## Einführende Charakterisierung
Obwohl die Obere Gneisdecke über der Parautochthonen Glimmerschiefereinheit und der Unteren Gneisdecke zu liegen kommt, ist sie von allen Decken am stärksten metamorphosiert worden. Sie setzt sich vorwiegend aus Gneisen (Paragneise und Orthogneise) und Migmatiten (migmatitische Paragneise) zusammen und ähnelt in ihrer Gesteinszusammensetzung der Unteren Gneisdecke.
An ihrer Basis befindet sich der so genannte Leptinit-Amphibolitkomplex – eine bimodale magmatische Assoziation saurer Laven und Tuffe mit mafischen Gesteinen wie Basalten, Gabbros und seltenen Ultramafiten.
Die Obere Gneisdecke enthält ferner Einschuppungen von ophiolithischen ozeanischen Krustengesteinen – tektonischen Überresten des ehemaligen Massif-Central-Ozeans (bzw. Mitteleuropäischen Ozeans) – jetzt meist als serpentinitisierte Gabbros und Ultramafite vorliegend.
In den Paragneisen finden sich außerdem Reste von Eklogiten und Granuliten (granulitische Orthogneise), die eine Hochdruckmetamorphose anzeigen. Erreicht wurde stellenweise die Zösit-Eklogitfazies, Blauschiefer sind jedoch sehr selten.

### Zeitlicher Ablauf

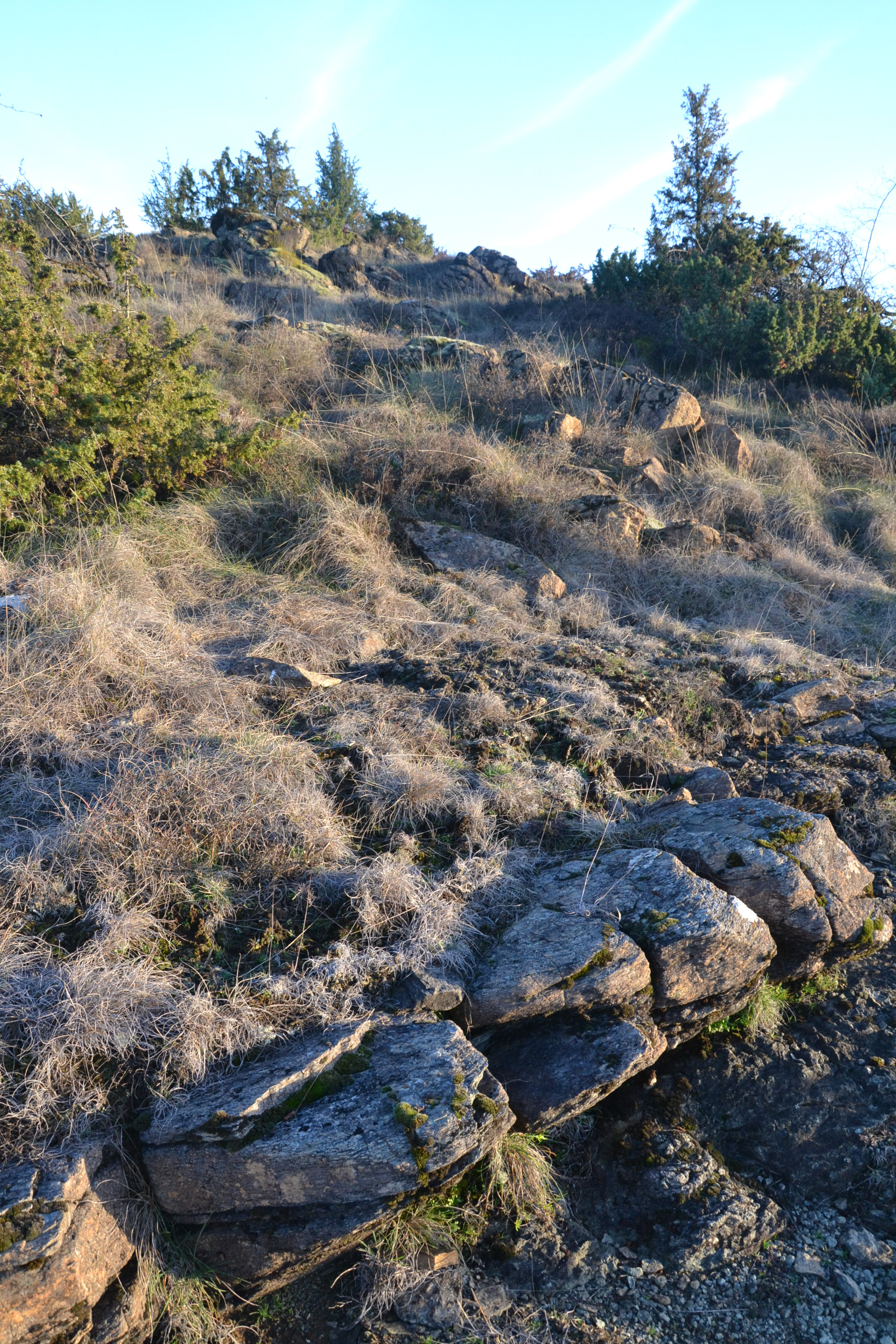
In die Obere Gneisdecke eingeschuppte Serpentinitvorkommen bei La Flotte südlich von Limoges

Die in den Paragneisen vorgefundenen eovariszischen Gesteinsfetzen waren während eines Subduktionsvorganges im ausgehenden Silur und Unterdevon zwischen 420 und 400 Millionen Jahren entstanden (mit einem Maximum im Pragium um 410 Millionen Jahren). Die Subduktion entspricht im Zentralmassiv dem ersten Verformungsstadium D 0.
Bei ihrem Wiederaufstieg erlebten diese hochgradigen Gesteine, die jetzt das Hangende der Decke aufbauen, eine isothermale Dekompression, die zum Aufschmelzen der ton-, aber auch der Quarz-Feldspat-reichen Lagen führte. Eingeschlossen finden sich Amphibolitblöcke, die aus retrograden, jedoch nicht aufgeschmolzenen Eklogitblöcken entstanden waren. Das Alter der Anatexis wird auf Oberdevon (Frasnium – 385 bis 375 Millionen Jahre) eingestuft (erste Migmatitgeneration – Migmatit I). Ihr entspricht das Verformungsereignis D 1 mit einer Hangend-nach-Südwest gerichteten duktilen Scherung. Es war verantwortlich für das Aufgleiten der Oberen Gneisdecke über die Untere Gneisdecke. Im Norden des Zentralmassivs wird die Obere Gneisdecke im Mitteldevon erstmals von Sedimenten der Somme-Einheit bedeckt.
Die gesamte Obere Gneisdecke erlebte dann später im Tournaisium zwischen 360 und 350 Millionen Jahren eine MP/MT Regionalmetamorphose des Barrow-Typs, bei der amphibolitfazielle Bedingungen erreicht wurden. Das assoziierte Verformungsereignis D 2 wird in der Oberen Gneisdecke durch eine Hangend-nach-Nordwest gerichtete duktile Scherung charakterisiert, erkennbar an Strecklinearen. Im Bas Limousin schob sich die Thiviers-Payzac-Einheit in Richtung Nordwest über die Obere Gneisdecke. Im Nordosten schloss sich das Brévenne-Becken.
Zwischen 350 und 325 Millionen Jahren folgte sodann das thermische Ereignis des Viseums (Stadium D 3), das als Monazitalter nachweisbar ist. Der Zentralbereich des Zentralmassivs stand unter Südost gerichteter Dehnung und Transtension, wohingegen die Außenbereiche eine Nordost-gerichtete Einengung erfuhren. Das Ereignis brachte zwischen 350 und 340 Millionen Jahren einen weit verbreiteten Magmatismus mit sich (Guéret-Granit etc.), den Vulkanismus der Tufs Anthracifères gegen 330 Millionen Jahren und zwischen 333 und 325 Millionen Jahren eine zweite Generation von Migmatiten – Migmatit II.
Ab 325 Millionen Jahren beherrschten Ausdehnungstektonik, aber auch transpressive Seitenverschiebungen den Deckenstapel des Limousins (Stadien D 4 und D 5). Bedingt durch die resultierende Druckentlastung kam es erneut zu Anatexis und der Intrusion von vorwiegend Leukograniten im Oberkarbon. Die dritte Migmatitgeneration (Migmatit III) um 300 Millionen Jahren blieb jedoch nur noch auf den Velay-Dom beschränkt. Das noch syn-orogene Stadium D 4 (325 bis 315 Millionen Jahre) erfolgte unter Streckung in Südost-Nordwest-Richtung, D 5 (305 bis 275 Millionen Jahre) war jedoch bereits post-orogen und zeigte Streckung nach Nord bis Nordost (mit Grabenbildung).

### Stratigraphie
In den Monts du Lyonnais kann eine Dreiteilung der Oberen Gneisdecke vorgenommen werden, welche sich aber nicht auf das gesamte Zentralmassiv übertragen lässt. So folgen hier auf eine bimodale Quarz-Feldspat-reiche Serie (mit dem Leptynit-Amphibolitkomplex an der Basis) Paragneise, die Blöcke von Eklogiten und Peridotiten umschließen. Das Hangende bilden dann mafische Gesteine, die aber im Gegensatz zum Mittelabschnitt keinerlei Hochdruckreste mehr enthalten.
Im Limousin folgen auf den Limousin-Ophiolith im Liegenden mittels Überschiebungskontakt teils isoklinal verfaltete Paragneise mit Amphibolitzügen. In den Faltenschenkeln der Amphibolite können Eklogitlinsen eingeschlossen sein. Weiter im Hangenden erscheinen dann Orthogneise, die ebenfalls von Amphiboliten durchzogen werden.

## Petrologie

### Metamorphite

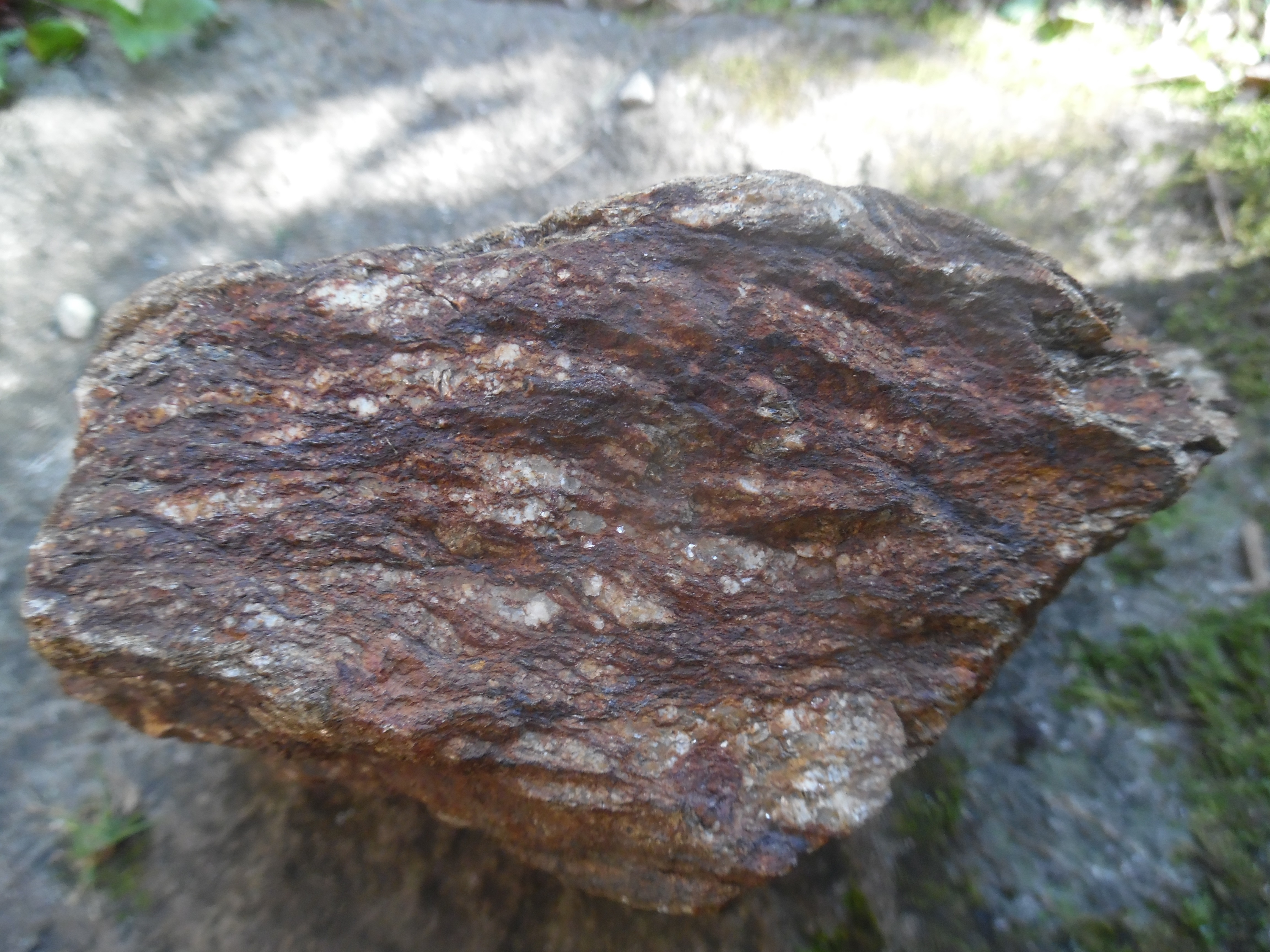
Plagioklas führender Paragneis von Le Jalinier bei Nexon

Die Obere Gneisdecke wird vorwiegend aus Gneisen aufgebaut, darunter Paragneise (migmatitische, amphibolführende und leptinitische Paragneise). Angetroffen werden innerhalb der Decke – insbesondere an ihrer Basis – tektonisch eingeschuppte Bänder und Linsen von Amphiboliten (ehemalige Gabbros oder basaltische Tuffe) und Serpentiniten (ehemalige ultramafischen Peridotite – Harzburgite, Dunite, Wehrlite und Troktolithe). Diese mafischen Gesteine werden als Ophiolithe und somit als Überreste des einstigen Massif-Central-Ozeans interpretiert, obwohl Radiolarite und Kieselschiefer fehlen. Sie erreichen am Südrand der Oberen Gneisdecke im Limousin als Limousin-Ophiolith immerhin bis zu 1000 Meter Mächtigkeit und werden daher oft auch als eigene tektonische Deckeneinheit angesehen. Diese wird als Mittleres Allochthon bezeichnet, da sie sich tektonisch zwischen die Untere und Obere Gneisdecke legt. Auch graphithaltige Schiefer und Migmatite (Metatexite) treten im Liegenden auf.
Paragneis ist der am häufigsten vorkommende Gesteinstypus. Die Paragneise waren am Ende des Neoproterozoikums (Ediacarium) und zu Beginn des Kambriums am Nordrand von Gondwana als Pelite und Grauwacken abgelagert worden. Melleton und Kollegen (2010) geben hierfür den Zeitraum 558 ± 9 bis 523 ± 4 Millionen Jahre an – was dem ausgehenden Ediacarium bis Unterkambrium entspricht.
Die amphibolführenden Paragneise sind als maximal 1 Kilometer lange Bänder und Linsen in die Normalfazies eingeschuppt. Die migmatitischen Paragneise enthalten überdies Boudins aus Eklogiten, Linsen mit mafischen und felsischen Granuliten sowie Orthogneise.
Bei den hellen leptinitischen Gesteinen handelt es sich um ehemalige saure Vulkanite bzw. deren Verwitterungsprodukte – überwiegend Rhyolithe und Dazite. Sie sind gewöhnlich mit Amphibolitlinsen assoziiert und bilden innerhalb der Paragneise entlang ihrer Basis den so genannten Leptinit-Amphibolitkomplex, Französisch Complexe leptyno-amphibolique oder abgekürzt CLA, der den Beginn der Oberen Gneisdecke charakterisiert.
Die Migmatite zeichnen sich durch meist parallel zur Foliation erfolgende Leukosombildung aus (Metatexite). Die Leukosombänder sind in der Regel recht dünn (Millimeterbereich), können aber bis zu 10 Zentimeter dicken, körnigen Linsen anschwellen. Bei fortgeschrittenem Aufschmelzen entstehen nebulitische bis sehr massiv wirkende Gesteine (Diatexite).

### Magmatite

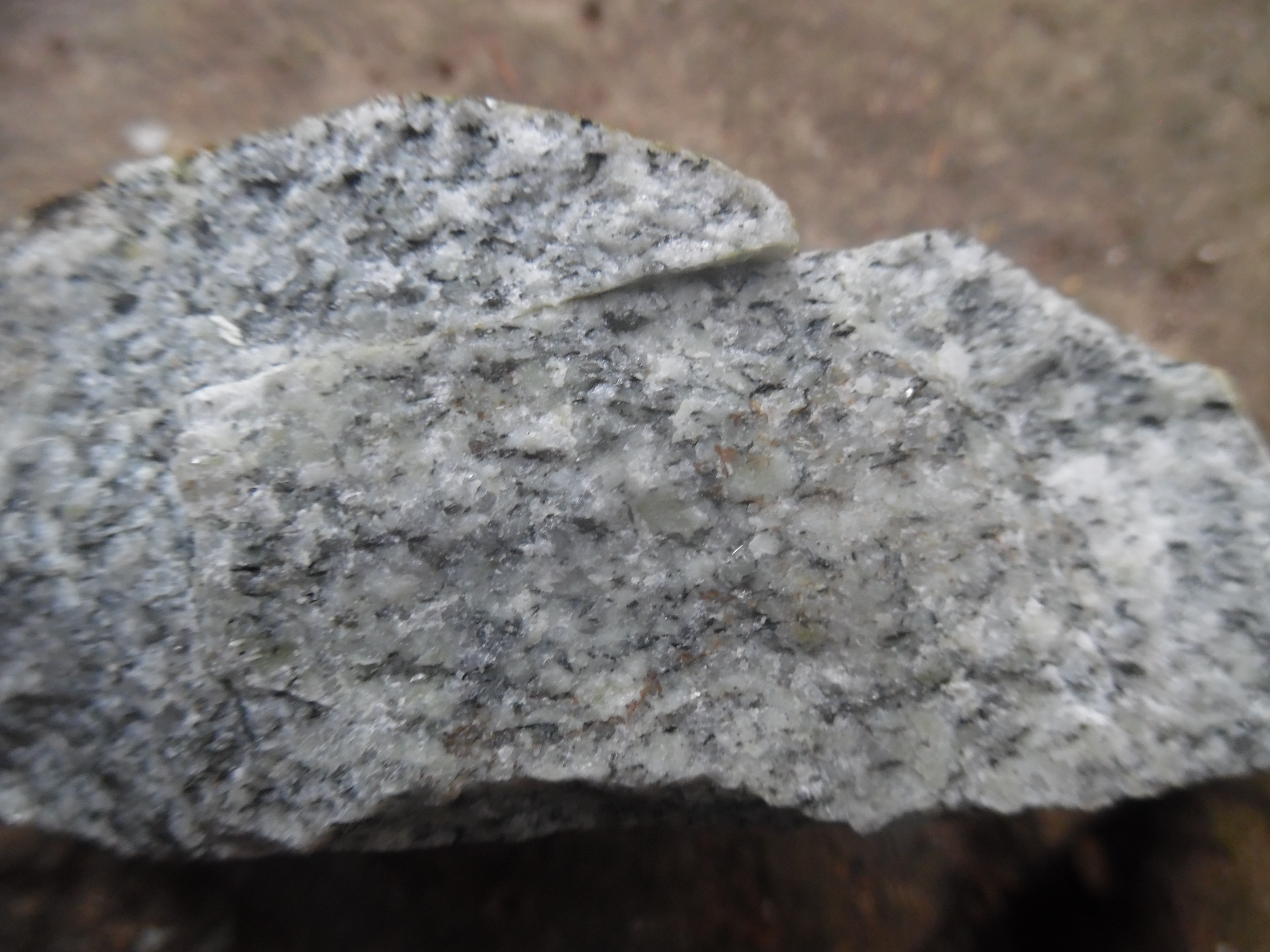
Handstück der subalkalischen Leukogranitfazies des Nexon-Les Cars-Granits aus dem alten Steinbruch in Nexon

In die Obere Gneisdecke sind auch zahlreiche Granitoide eingedrungen. Anzuführen sind vor allem die zur Limousin-Tonalitlinie gehörenden Tonalit-, Diorit- und Quarzdioritkörper – so beispielsweise kleinere Quarzdiorite südlich von Saint-Junien, der 360 Millionen Jahre alte Saulgond-Quarzdiorit, der Saint-Jean-de-Ligoure-Quarzdiorit, der Aixette-Nexon-Quarzdiorit und der Uzerche-Quarzdiorit; Granite und Granodiorite wie beispielsweise der 352 ± 12 Millionen Jahre alte Glane-Granit, der junge, 305 ± 11 Millionen Jahre alte Chirac-Étagnac-Granit und der Nexon-Les Cars-Granit. Die Obere Gneisdecke kann auch von jungen Leukograniten wie dem 308 Millionen Jahre alten, Myrmekit-haltigen Cognac-la-Forêt-Leukogranit abgeschnitten werden, welcher entlang der duktilen, Nordost-streichenden Cordelle-Störung aufdrang.

### Mineralogie
Die Paragneise führen neben den Glimmern Biotit und Muskovit die Minerale Plagioklas (Oligoklas) und Quarz. Auch Alkalifeldspat (Mikroklin) ist meist vielgestaltig zugegen. Metamorphe Bildungen sind Granat, Disthen und Sillimanit (Fibrolith). Die Granate sind reich an Pyrop an ihren Rändern und reich an Almandin in den Kernen. Sie eignen sich zur Bestimmung des Druck-Temperatur-Pfads der Metamorphose.
Akzessorisch erscheinen Zirkon, Apatit und opake Oxide. Bei den amphibolführenden Paragneisen tritt zusätzlich eisenreicher Ferro-Tschermakit hinzu, ferner Allanit, Ilmenit und seltene Sulfide. Die leptinitischen Paragneise besitzen eine sehr ähnliche Mineralogie, bei ihnen wird jedoch Biotit durch Lepidomelan ersetzt. Ihr Plagioklas ist weitaus Albit-reicher und ihr Granat stark an der Almandinkomponente angereichert. Allanit ist häufig zugegen.
Die eingeschuppten Amphibolite und Serpentinite unterscheiden sich in ihrer Mineralogie durch das Auftreten von Amphibol bzw. Serpentinmineralen vollständig von den sie umgebenden Quarz-Feldspatgesteinen.

### Geochemie
Folgende Analysen sollen die chemische Zusammensetzung von Gesteinen aus der Oberen Gneisdecke (westliches Limousin) veranschaulichen:
| Oxid Gew. % | Paragneis 1 | Paragneis 2 | Paragneis 3 | Amphibolhaltiger Paragneis 1 | Amphibolhaltiger Paragneis 2 | Leptinit 1 | Leptinit 2 | Amphibolit | Serpentinit |
| ----------- | ----------- | ----------- | ----------- | ---------------------------- | ---------------------------- | ---------- | ---------- | ---------- | ----------- |
| SiO2        | 64,30       | 70,60       | 75,40       | 56,80                        | 70,40                        | 75,17      | 77,20      | 49,65      | 43,00       |
| TiO2        | 0,67        | 0,42        | 0,10        | 0,98                         | 0,31                         | 0,13       | 0,12       | 2,20       | 0,67        |
| Al2O3       | 16,50       | 14,95       | 12,70       | 16,50                        | 13,80                        | 12,84      | 11,90      | 14,65      | 9,10        |
| Fe2O3       | 5,10 tot    | 4,46 tot    | 2,20 tot    | 14,20 tot                    | 4,41 tot                     | 1,71 tot   | 1,30 tot   | 13,49 tot  | 11,60 tot   |
| FeO         |             |             |             |                              |                              |            |            |            |             |
| MnO         | 0,07        | 0,08        | 0,02        | 0,26                         | 0,07                         | 0,05       | 0,04       | 0,21       | 0,17        |
| MgO         | 2,13        | 1,31        | 0,49        | 0,20                         | 1,04                         | 0,20       | 0,20       | 5,45       | 23,60       |
| CaO         | 0,58        | 0,38        | 0,24        | 6,35                         | 3,66                         | 0,71       | 0,58       | 9,24       | 6,40        |
| Na2O        | 3,64        | 3,25        | 2,79        | 4,35                         | 2,87                         | 3,19       | 3,25       | 2,37       | 0,20        |
| K2O         | 4,17        | 1,89        | 3,73        | 0,84                         | 1,93                         | 4,78       | 4,50       | 0,70       | 0,05        |
| P2O5        |             |             |             |                              |                              |            |            |            |             |
| H2O−        |             |             |             |                              |                              |            |            |            |             |
| H2O+        | 2,80        | 2,96        | 1,79        | 0,23                         | 0,82                         | 0,44       | 0,34       | 0,69       | 5,90        |

Der SiO2-Gehalt der Quarz-Feldspatgesteine zeigt große Schwankungen von 56,8 bis 77,2 Gewichtsprozent. Die Gesteine sind somit als intermediär bis sauer zu bezeichnen. Ihre Alkalien (Na + K) variieren insgesamt zwischen 4,8 und 8,0 Gewichtsprozent. Die Al2O3-Gehalte sind generell hoch (11,9 bis 17,5 Gewichtsprozent) und geben die Gesteine als ursprünglich sandig-tonige, siliziklastische Sedimente (quarz- und phyllitreich) oder als rhyolithische Abtragungsprodukte zu erkennen.
Hiervon abgesetzt sind die ultrabasischen bis basischen ozeanischen Krustengesteine mit 43 bis 50 Gewichtsprozent SiO2. Ihr ozeanischer Charakter wird vor allen Dingen durch sehr hohe Eisen-Magnesiumwerte unterstrichen. CaO ist bei den Amphiboliten stark erhöht, wohingegen die Alkalien Na2O und K2O bei beiden Gesteinsgruppen sehr bis extrem niedrig ausfallen.

## Metamorphose

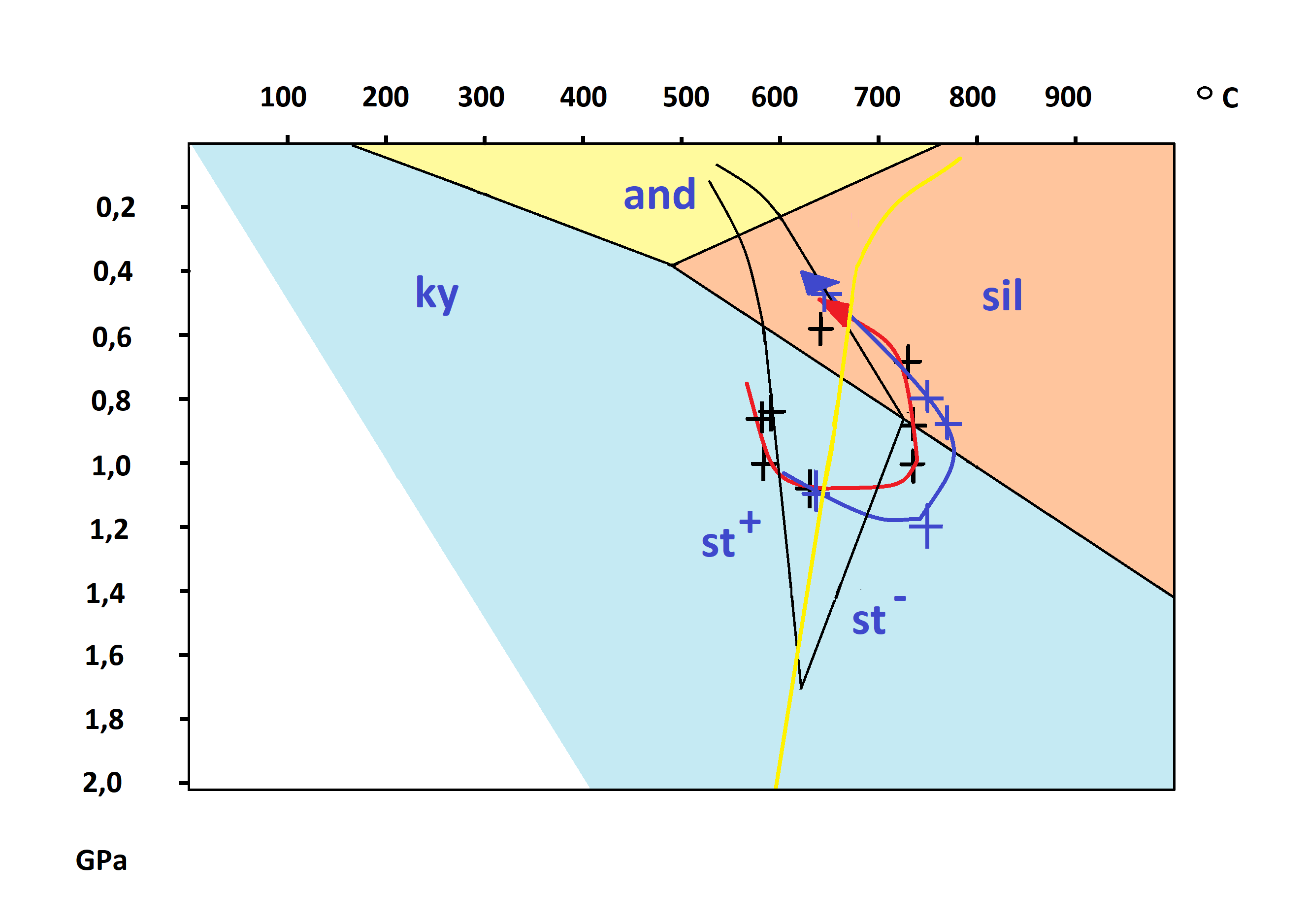
Druck-Temperatur-Diagramm der Oberen Gneisdecke an der Sioule, Zentralmassiv, Frankreich. Der Verlauf zweier Proben ist dargestellt.

Die Hochdruckmetamorphose (Verformungsstadium D 0) kann in der Oberen Gneisdecke auf den Zeitraum um 415 Millionen Jahre datiert werden. Ihr Maximum lag bei einer Temperatur von 750 °C zwischen 2,8 und 3,0 GPa, was einer Teufe von bis zu 90 Kilometer entrpricht – zu erkennen an dem Auftreten von Coesit in Eklogitlinsen der Monts du Lyonnais. Im Limousin wurden bei Temperaturen von 660 bis 700 °C Drucke von 2,9 GPa erzielt.
Das Verformungsstadium D 1 erfolgte zwischen 385 und 375 Millionen Jahren in der Granulitfazies. Unter partiellem Aufschmelzen bildete sich eine erste Migmatitgeneration, die unter Drucken von 0,8 bis 1,0 GPa und Temperaturen von 800 bis 850 °C entstanden war (Monts du Lyonnais). Im Limousin lagen die p-T-Bedingungen etwas niedriger - 0,75 bis 0,9 GPa und 750 bis 800 °C. Betroffen war die gesamte Sohle der Oberen Gneisdecke, die wahrscheinlich eine fluidale Zone (Englisch flow channel) darstellte (und somit wahrscheinlich das Aufpressen der vormals subduzierten Eklogite und auch das Deckengleiten erleichterte).
Die zwischen 360 und 350 Millionen Jahren bei der mit D 2 assoziierten Regionalmetamorphose erzielten p-T-Bedingungen lagen in der Oberen Gneisdecke etwas höher als in der Unteren Gneisdecke. Insbesondere war die Metamorphose in der Oberen Gneisdecke höher temperiert.
Die maximalen Drucke lagen z. B. an der Sioule bei knapp 1,2 GPa und die Temperaturen bei 760 °C. Im Vergleich hierzu erreichte die Untere Gneisdecke 1,0 GPa und 600 °C.
Auf dieses Maximum folgte eine nahezu isothermale Druckentlastung außerhalb des Staurolithfeldes auf 750 °C und 0,6 GPa mit anschließender Abkühlung auf 650 °C und 0,5 GPa.
Der Pfad der Unteren Gneisdecke ist im Vergleich komplizierter und die Dekompression bewegte sich innerhalb des Staurolithfeldes bis hin zu 0,2 GPa.
Die endgültige Abkühlung der beiden Gneisdecken auf 400 °C erfolgte dann während des späten Viseums zwischen 337 und 320 Millionen Jahren.

## Tektonik
Die Obere Gneisdecke ist wie auch die sie unterlagernde Untere Gneisdecke intern nicht homogen, sondern stark tektonisch beansprucht. Zu erkennen sind Internüberschiebungen und Faltungen. Die Wellenlängen der Falten können bis in den Zehnerkilometerbereich hineinreichen. So bildet beispielsweise die Obere Gneisdecke südlich von Limoges eine riesige Synklinale, das Saint-Germain-les-Belles-Synklinorium, und noch weiter südlich im Bas Limousin das Uzerche-Synklinorium. Auch an der Sioule ist sie zu einer großen Synklinalstruktur eingefaltet – dem Pont-de-Menat-Synklinorium. Die generelle Streichrichtung dieser Strukturen ist Südost-Nordwest.
An Internüberschiebungen können ozeanische Krustenreste aufgeschuppt sein. Der Interndecken/Faltenbau wird darüber hinaus von Seitenverschiebungen versetzt, welche die Strukturen vorwiegend in Nordost-Südwestrichtung linksseitig versetzen.

## Alter
Es sind folgende radiometrischen Altersangaben bisher aus der Oberen Gneisdecke veröffentlicht, hierunter U-Pb-Daten von Para- und Orthogneisen. So erbrachte der Ceaulmont-Orthogneis beispielsweise 349 ± 14 Millionen Jahre. Dies entspricht dem Deformationsstadium D 2 des Tournaisiums. D 1 ist ebenfalls mit 384 Millionen Jahren in den Monts du Lyonnais dokumentiert. Ein Alter von 412 Millionen Jahren datiert die eklogitische Hochdruckmetamorphose im Limousin (D 0). Orthogneise ergaben ordovizische Alter von 467 Millionen Jahren im Lyonnais, 478 bis 487 Millionen Jahre in der Marjevols-Klippe und 475 bis 489 Millionen Jahre im Limousin. Diese Alter werden mit der Entstehung des Leptino-Amphibolitkomplexes in Verbindung gebracht. Weitaus höhere Alter stammen aus dem Sereilhac-Paragneis, der 523 ± 4 und 555 ± 7 Millionen Jahre registrierte. Diese Alter des Unterkambriums und Ediacariums dürften den Ablagerungszeitraum der Metasedimente am Nordrand Gondwanas darstellen. Ediacarische Alter sind auch im Ceaulmont-Orthogneis (574 ± 28 Millionen Jahre) und in Paragneisen vom Plateau d’Aigurande (558 ± 9 Millionen Jahre) vorhanden. Noch höhere, in Zirkonen gemessene Alter erbrachten 710 ± 90, 713 ± 52 und 763 ± 28 Millionen Jahre (Cryogenium) sowie 1722 ± 44 und 2452 ± 20 (Paläoproterozoikum) und sogar 2666 ± 13, 2841 ± 9 und 3126 ± 25 Millionen Jahre (Archaikum).
Insgesamt deutet das ererbte Altersspektrum innerhalb der Protolithen der Oberen Gneisdecke auf eine große Ähnlichkeit mit den Verhältnissen im Westafrikanischen Kraton und verweist auf die Bedeutung paläoproterozoischer, neoproterozoischer und früher paläozoischer orogener Prozesse für das Krustenwachstums Westeuropas.